# Gnophos thibetaria
Gnophos thibetaria är en fjärilsart som beskrevs av Charles Oberthür 1894. Gnophos thibetaria ingår i släktet Gnophos och familjen mätare. Inga underarter finns listade i Catalogue of Life.